# Kaspar Gottlieb Lindner
Kaspar Gottlieb Lindner (auch Caspar Theophil Lindner, geboren am 9. Januar 1705 in Liegnitz; gestorben am 8. Dezember 1769 in Hirschberg in Niederschlesien) war ein deutscher Mediziner, Lyriker und Opitz-Biograf.

## Leben
Nach dem Besuch des  Gymnasiums in Liegnitz und des Elisabeth-Gymnasiums in Breslau studierte Lindner Medizin in Jena und Halle, 1729 promovierte er bei Friedrich Hoffmann und ließ sich 1732 als Arzt in Hirschberg nieder.
Dort hatte sich ein Collegium poeticum zusammengefunden, dem der Übersetzer Gottlieb Glafey, der Fabeldichter Daniel Stoppe und der Bibliothekar Johann Karl Neumann angehörten und das mit Gottsched und der Deutschen Gesellschaft in Leipzig rege Beziehungen unterhielt.
In diesem Umfeld begann der durch seinen Beruf stark in Anspruch genommene Arzt ab Ende der 1730er Jahre poetische Werke zu veröffentlichen, wobei es sich hauptsächlich um Gedichte mit heimatkundlichen (etwa auf den Hirschberger Fluss Zacken) und historischen Gegenständen sowie um Übersetzungen neulateinischer Gedichte handelte, insbesondere denen Johannes Fechners, der in der Tradition humanistischen Landschafts- und Städtelobs Schlesiens Berge und Flüsse besungen hatte. 1737 wurde Lindner Mitglied der Deutschen Gesellschaft. Am 18. Februar 1737 wurde Caspar Theophil Lindner mit dem akademischen Beinamen Leonides II. als Mitglied (Matrikel-Nr. 468) in die Leopoldina aufgenommen.
Das historische Interesse, das sich auch in den Gegenständen seiner Gedichte ausdrückte, führte dazu, dass Lindner mit großem Fleiß Materialien zur Geschichte Hirschbergs sammelte, die er in einer umfassenden Stadtgeschichte zu verwenden plante. Dieses Material wurde dann von Johann Daniel Hensel in dessen Historisch-topographischer Beschreibung der Stadt Hirschberg in Schlesien seit ihrem Ursprunge bis auf das Jahr 1797 verwertet.
Ein weiteres Produkt von Lindners historischen Arbeiten war die durch die durch Gottscheds Gedenkrede zum 100sten Todestag von Martin Opitz angeregte Biografie von Opitz, die durch ihren Materialreichtum heute noch wertvoll ist.
Lindners Lyrik war die historische Genauigkeit, die ihn seine Gedichte mit ausführlichen Anmerkungen versehen ließ, allerdings eher abträglich, weshalb zeitgenössische Kritik seine Gedichte „gründlich“ nannte und „Proben eines bewunderungswürdige Fleißes“ erkannte.

## Werke
- De noxis ex remediis domesticis incongrue applicatis. Dissertation. Halle 1729. (Digitalisat)
- Vernunffts- und Erfahrungsmäßige Betrachtungen Des rothen und weissen Friesels, Darnach dessen Benennung, Alter, Unterschied, Erkän[n]tniß, Ursachen … angegeben werden : Und zugleich … die Frage erörtert wird: Warum der Friesel zu Hirschberg im Schlesischen in so gemeinem Schwange gehe. Schweidnitz 1735, Digitalisat.
- Der klagende Zacken. Krahn, Hirschberg 1737.
- Das Lob des Zaken-Flusses und seines bewundernwürdigen Umzirks auf und an den Schlesischen Riesengebirgen. Krahn, Hirschberg 1738. (Digitalisat)
- Stoppens Antwort nebst der beantworteten Gegen-Antwort des frolockenden Zaken-Geistes. Hirschberg 1738.
- Der frolockende Zacken. Krahn, Hirschberg 1738.
- Herrn Johann Carl Neumann … Wiedmet diese Blätter der von dem Geiste des Zacken-Flusses bey nahe vergebens aufgeforderte Stoppe. Hirschberg 1738.
- Hiermit entschuldiget sich gegen den klagenden Zacken der unschuldig mit beschuldigte G(lafey). Hirschberg 1738.
- Hirtengedichte auf die Gnadenvolle Geburt unsers Herrn und Heylandes Jesu Christi. Hirschberg 1739.
- Poetische und Historische Beschreibung Des unglücklichen Einfalls des Thurmes und Rathhauses zu Hirschberg in Schlesien im Jahr 1739. Hirschberg & Schmiedeberg 1739.
- Poetische und Historische Beschreibung Der Tartarischen Schlacht bey Lignitz, Welche sich Im Jahr 1241. den 9. April Unter Dem Heldenmüthigen Herzoge in Schlesien Heinrich dem Frommen ereignet hat. Hirschberg 1739.
- Poetische Beschreibung des Hirschbergischen Hausberges in Schlesien. Hirschberg 1739.
- Versuch eines deutschen Gedichtes auf das seeligmachende Leyden und Sterben Jesu Christi. Hirschberg 1740.
- Umständliche Beschreibung der sieben und sechzig tägigen harten Belagerung Hirschbergs in Schlesien, Welche sich vor hundert Jahren den 5. Septemb. bis zum 10. November 1640. ereignet hat. Hirschberg 1740.
- Lobgedichte auf Martin Opitz von Boberfeld. 1740.
- Umständliche Nachricht von des … Martin Opitz von Boberfeld Leben, Tode und Schriften nebst einigen alten und neuen Lobgedichten. 2  Teile. Hirschberg 1740 f.
- Bewillkommungsgedichte an Friedrich den Andern, König in Preussen, im Namen der Nymphe Hercynie. Hirschberg 1741.
- Deutsche Gedichte und Uebersetzungen, mit vielen poetischen und historischen Anmerkungen, auch alten und höchst seltenen schriftlichen Urkunden versehen.  Pietsch, Breslau & Leipzig 1743.
- Deutliche und zuverlaessige Beschreibung derjenigen Krankheit, so sich anitzo in unserm Schlesischen Gebirge, und besonders in der Stadt Schoenau, als ein schlimmes und boessartiges Fluss-Fieber ereignet, wie sich dabey der Cur und Diaet nach zu verhalten, und wie sich dafuer in acht zu nehmen sey. Hirschberg 1751.

Übersetzungen:
- Die zwey lateinischen Gedichte Johann Fechners von der Boberqvelle und dem Boberflusse. Hirschberg 1737.
- Das lateinische Gedichte Johann Fechners von der Vortrefflichkeit Des Schlesischen Zotenberges. Hirschberg 1737.
- Das lateinische Gedicht des Rectors Johann Fechners von der Vortrefflichkeit des Schlesischen Riesengebirges …. Andere und vermehrte Auflage. Hirschberg 1737.
- Das lateinische Gedichte Johann Fechners von dem Oder-Strome. Hirschberg 1738.
- Pancraz Geiers von Hirschberg Lateinisches Gedicht von 1506 von dem Lobe der Stadt Hirschberg. Hirschberg 1740.